# عرعر كادي
العَرْعَر الكادي أو سندروس (الاسم العلمي Juniperus oxycedrus) نوع نباتي شجري من جنس العرعر يتبع الفصيلة السروية.

## الوصف
يتنوع نبات العَرْعَر الكادي في شكله، فيظهر كشجيرة منخفضة بارتفاع 2 إلى 3 أمتار (6 إلى 10 أقدام) أو كشجرة قائمة يصل ارتفاعها إلى 10 إلى 15 مترًا (33 إلى 49 قدمًا). تتخذ أوراقه شكلاً إبريًا، وتنمو في مجموعات ثلاثية، وتظهر بلون أخضر بطول يتراوح بين 5 إلى 20 ملم (ربع إلى ثلاثة أرباع البوصة) وعرض من 1 إلى 2 ملم (1/32 بوصة)، مع خطين أبيضين يفصل بينهما خط أخضر. النبات ثنائي المسكن، حيث تظهر ثمار الأنثى بشكل يشبه التوت، تبدأ بلون أخضر وتتحول عند النضج إلى برتقالي محمر بعد 18 شهرًا، وتغطيها أحيانًا طبقة شمعية وردية. تتخذ الثمار شكلاً كرويًا بقطر يتراوح بين 7 و12 ملم (ربع إلى نصف بوصة)، وتحتوي على بذور محمية داخل حراشف متداخلة. تنتشر البذور عبر الطيور التي تستهلك الثمار، حيث تهضم اللب وتخرج البذور مع فضلاتها. تظهر الأزهار الذكرية بلون أصفر، بطول يتراوح بين 2 و3 ملم (1/16 إلى 1/8 بوصة)، وتفرز حبوب اللقاح في أواخر الشتاء أو أوائل الربيع قبل أن تتساقط.

## البيئة والانتشار
ينتشر في كافة أرجاء حوض البحر الأبيض المتوسط من المغرب العربي وإسبانيا إلى المشرق العربي حتى العراق وإيران.

## الاستخدامات
يُستخرج زيت الكاد من خشب نبات العرعر عن طريق عملية تقطير تدميري. يُعد هذا الزيت زيتًا أساسيًا، يتميز بلونه الداكن ورائحته القوية المدخنة. يُستخدم الزيت في صناعة بعض مستحضرات التجميل، وفي الأدوية التقليدية لعلاج مشكلات الجلد، وكذلك في صناعة البخور. قد يُسبب زيت الكاد في حالات نادرة ردود فعل تحسسية شديدة عند استخدامه على الرضع.

## معرض صور

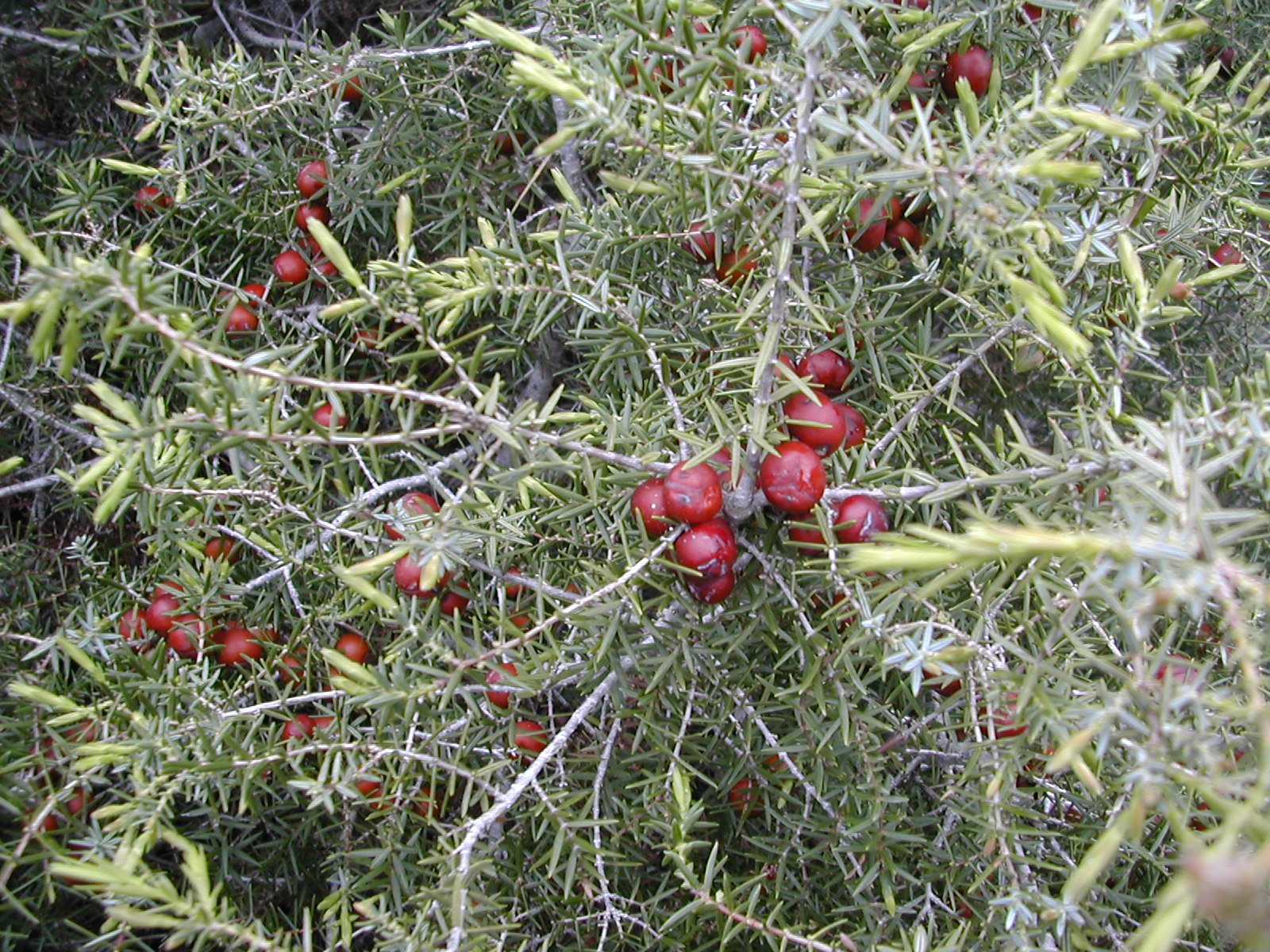
الأوراق والثمار الناضجة، إسبانيا
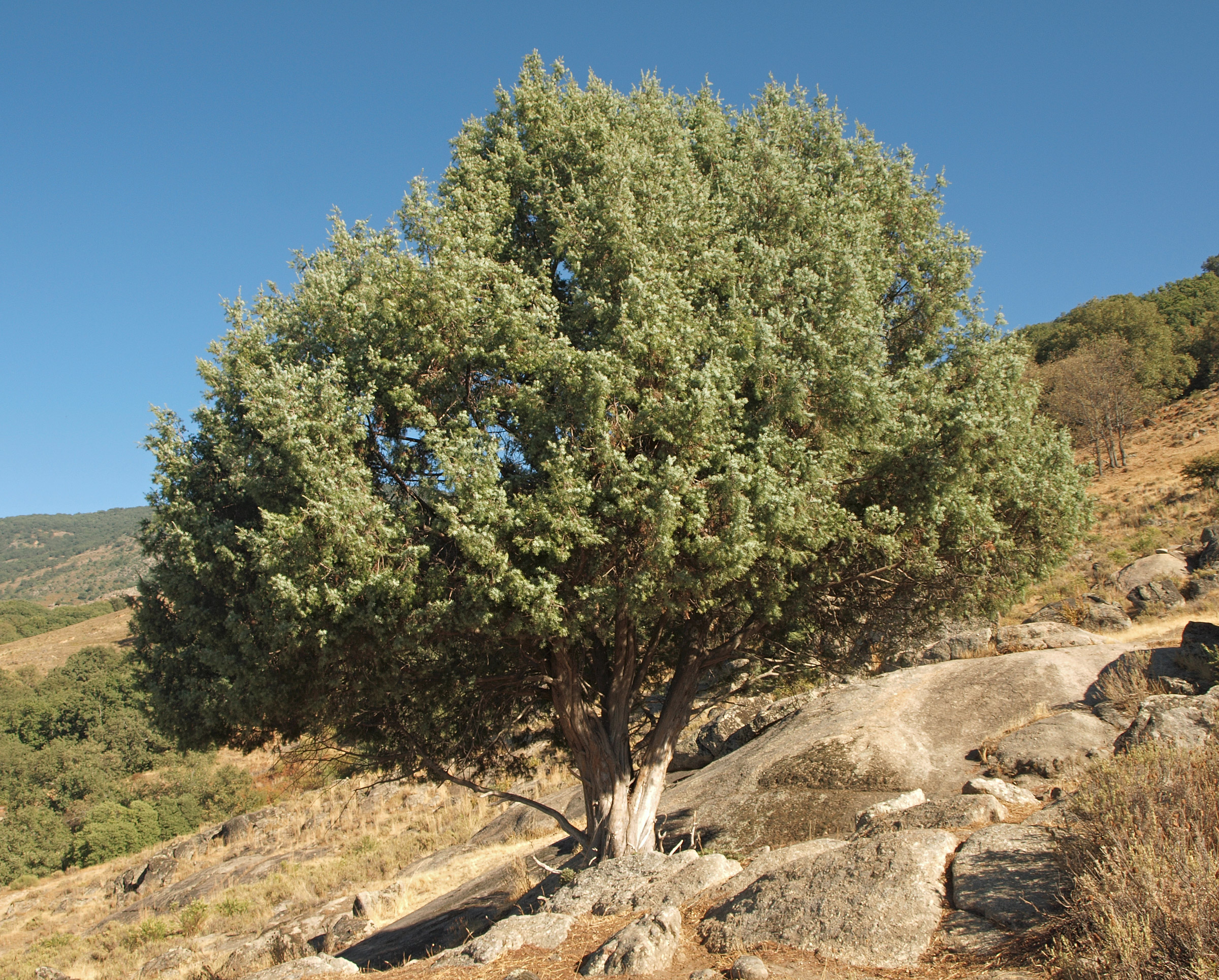
شجرة، وسط اسبانيا
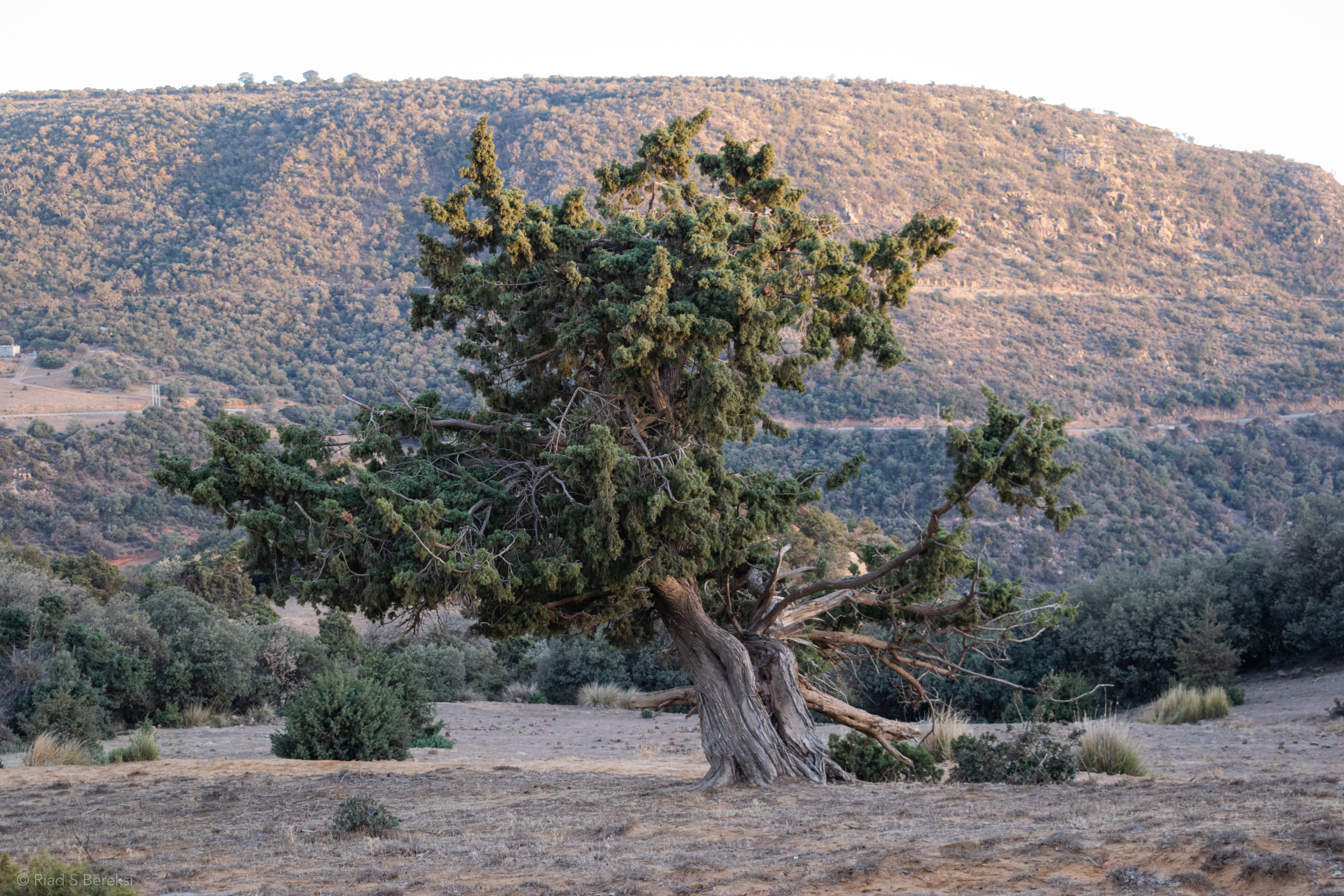
شجرة، تلمسان، الجزائر
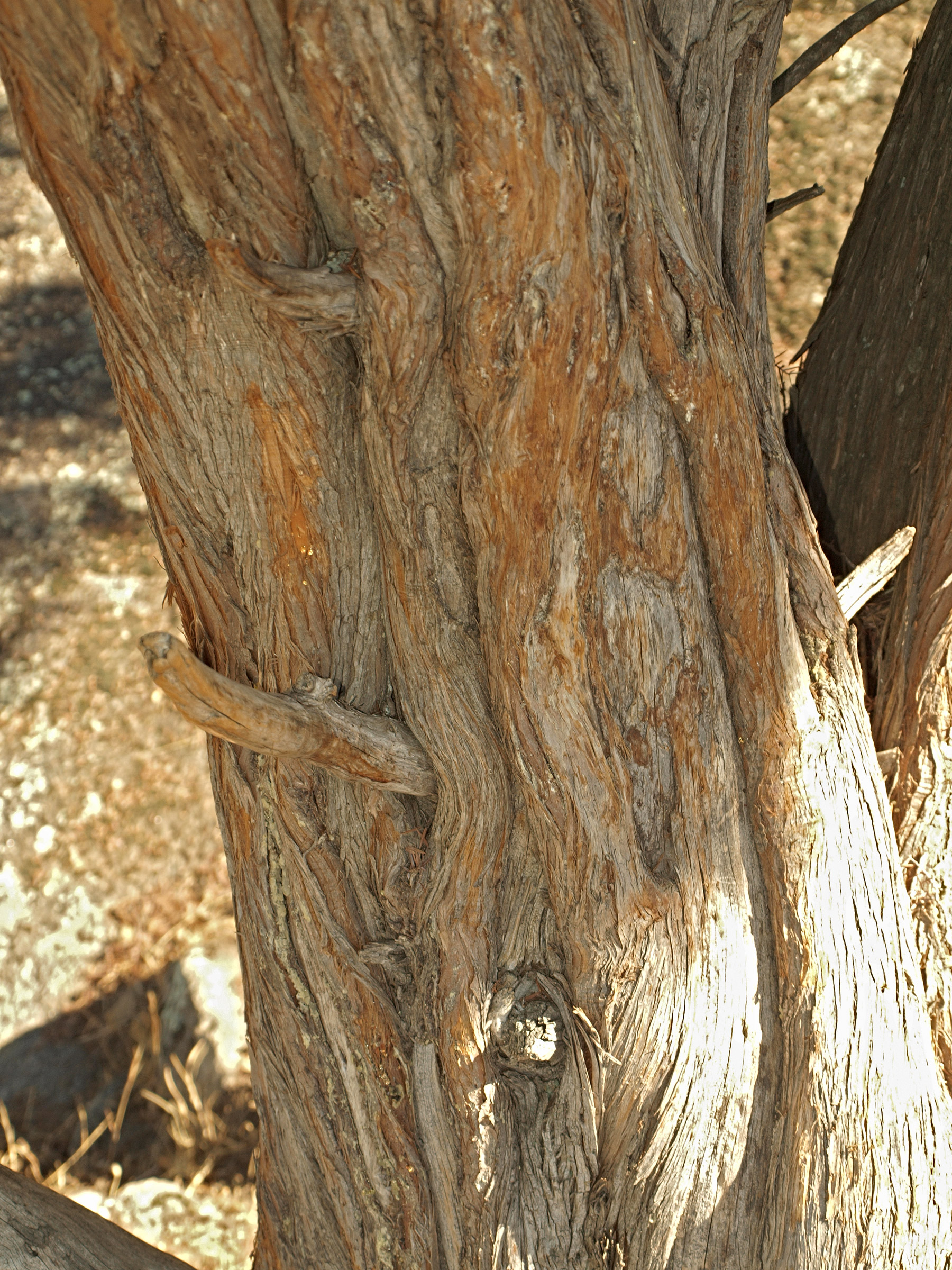
اللّحاء، إسبانيا الوسطى
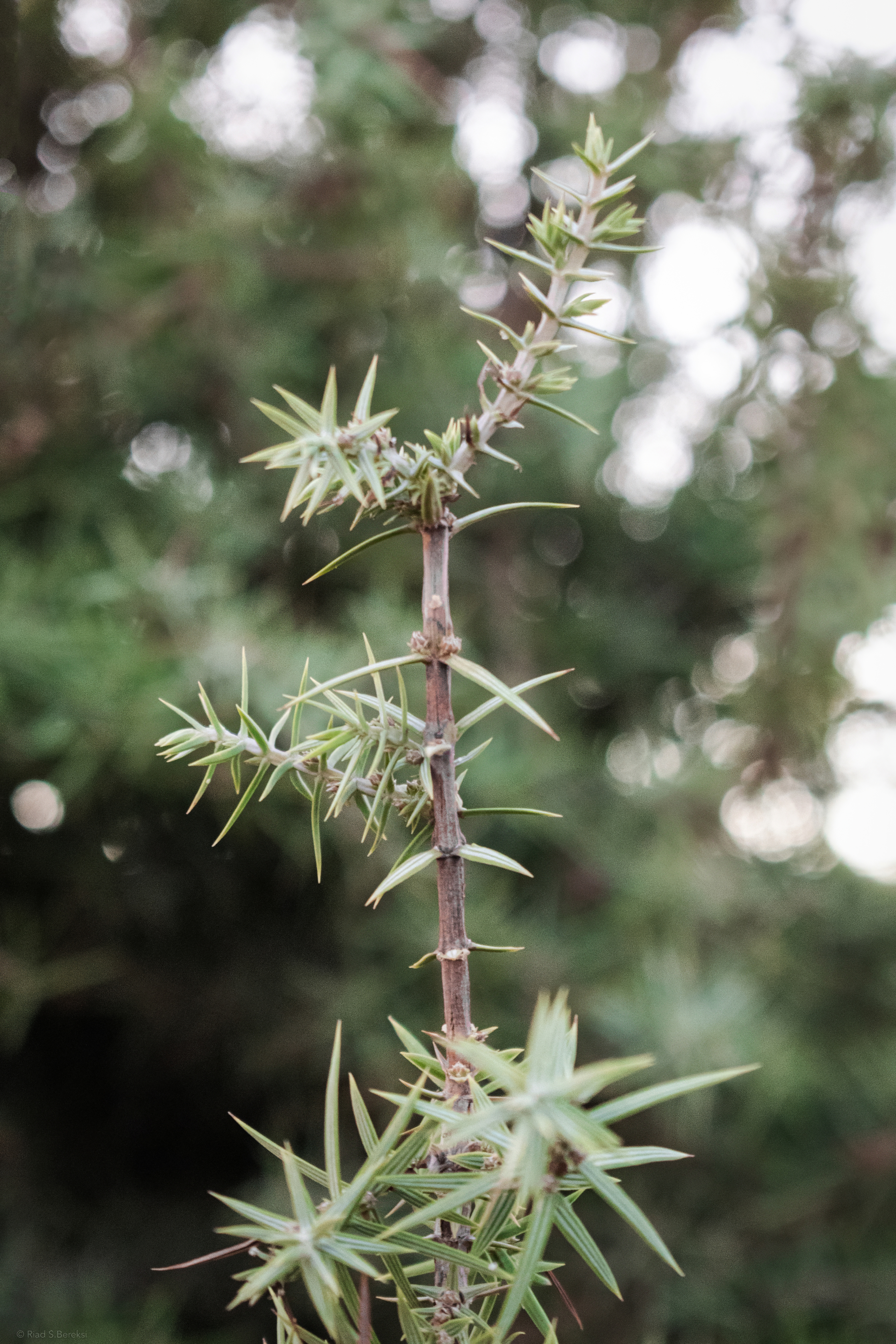
الأوراق، تلمسان، الجزائر
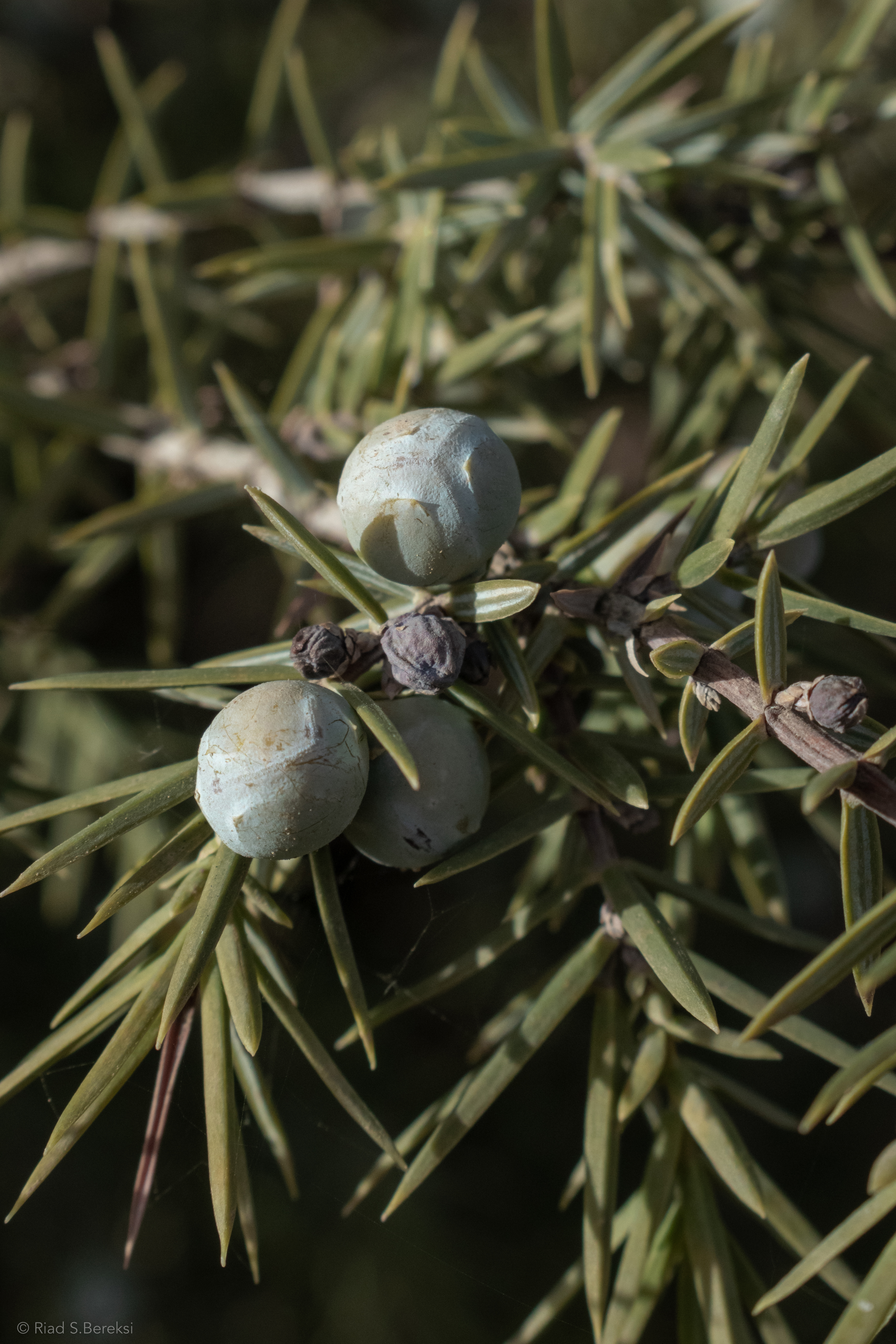
الأوراق والثنار غير الناضجة، تلمسان، الجزائر
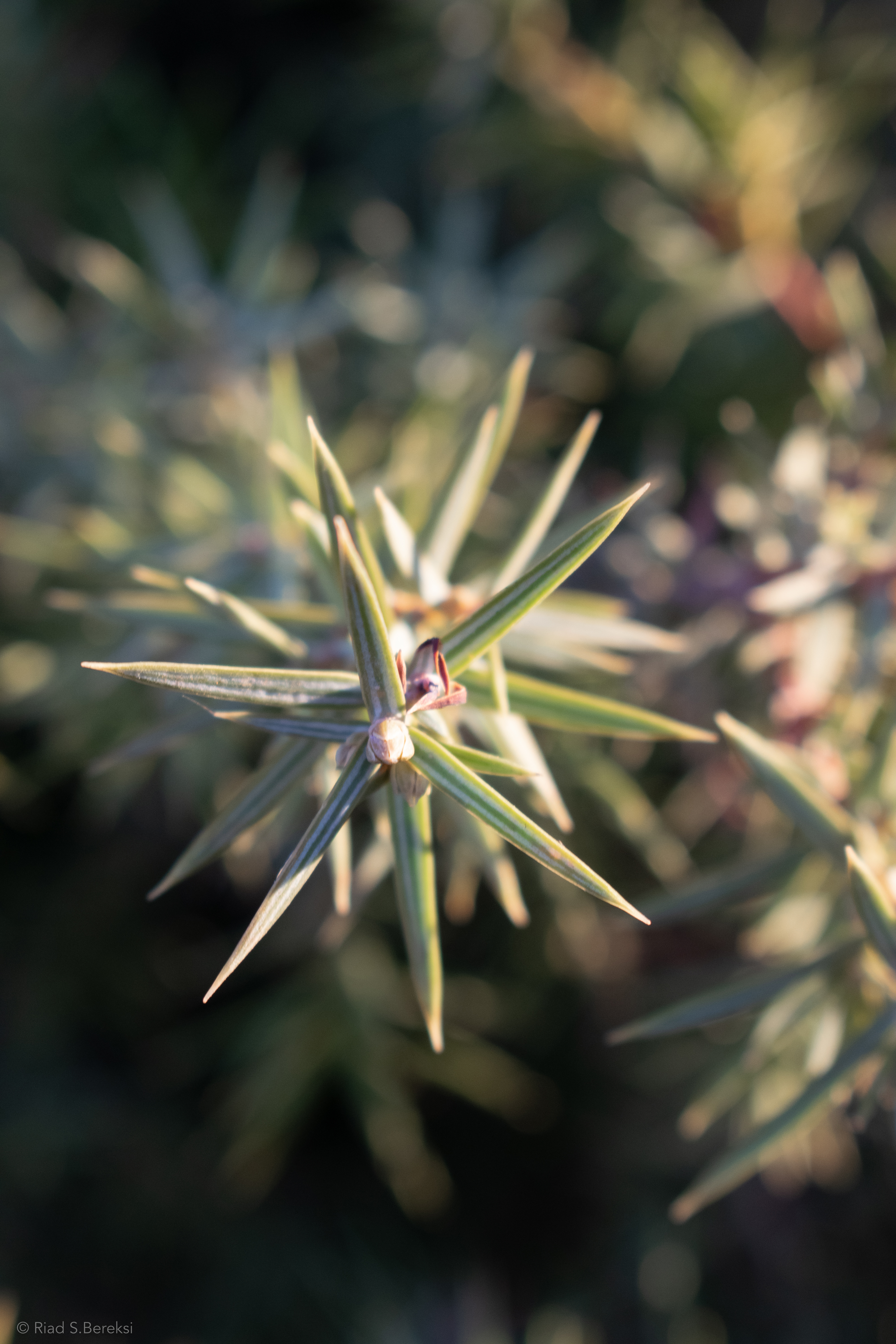
الأوراق، تلمسان، الجزائر
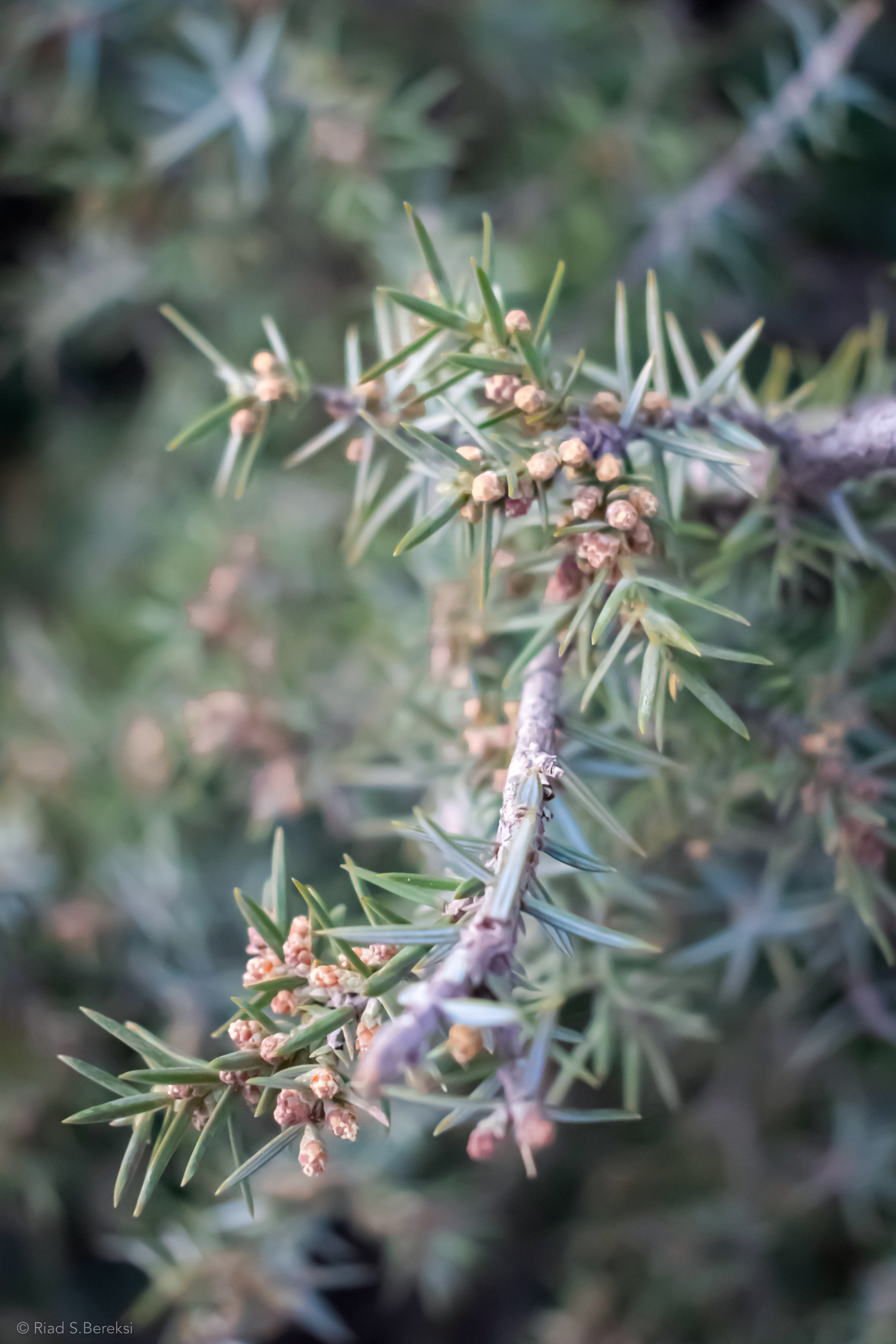
العَرْعَر الكادي، لالة ستي